# Riley Superstars International
Riley Superstars International — пригласительный снукерный турнир, состоявшийся в 1997 году в городе Гуанчжоу, Китай. Турнир проводился по групповой системе. Были образованы 4 группы по 3 игрока (двое — китайские игроки, один — приглашённый из ТОР-16), победитель выходил в полуфинал. В числе приглашённых были Кен Доэрти (на тот момент чемпион мира), Ронни О'Салливан, Джимми Уайт и Джеймс Уоттана.

## Победитель
| Год                            | Спонсор | Чемпион          | Финалист    | Счёт | 1-й приз | Сезон   |
| Riley Superstars International |         |                  |             |      |          |         |
| ------------------------------ | ------- | ---------------- | ----------- | ---- | -------- | ------- |
| 1997                           | Riley   | Ронни О'Салливан | Джимми Уайт | 5:3  | £ 10 000 | 1997/98 |